# Deutscher Sportclub Arminia Bielefeld 1995-1996
Questa voce raccoglie le informazioni riguardanti il Deutscher Sportclub Arminia Bielefeld nelle competizioni ufficiali della stagione 1995-1996.

## Stagione
Nella stagione 1995-1996 l'Arminia Bielefeld, allenato da Ernst Middendorp, concluse il campionato di 2. Bundesliga al 2º posto e fu promosso in Bundesliga. In Coppa di Germania l'Arminia Bielefeld fu eliminato al secondo turno dal Friburgo.

## Rosa
| N. |                     | Ruolo | Calciatore        |
| -- | ------------------- | ----- | ----------------- |
| 1  | Germania (bandiera) | P     | Uli Stein         |
| 2  | Germania (bandiera) | D     | Frank Germann     |
| 3  | Germania (bandiera) | D     | Michael Molata    |
| 4  | Germania (bandiera) | D     | Ralf Voigt        |
| 5  | Germania (bandiera) | D     | Thomas Stratos    |
| 7  | Germania (bandiera) | D     | Peter Quallo      |
| 8  | Germania (bandiera) | C     | Jörg Reeb         |
| 9  | Germania (bandiera) | A     | Fritz Walter      |
| 10 | Germania (bandiera) | C     | Thomas von Heesen |
| 12 | Germania (bandiera) | C     | Ronald Maul       |
| 12 | Germania (bandiera) | C     | Mike Schürmann    |

| N. |                        | Ruolo | Calciatore         |
| -- | ---------------------- | ----- | ------------------ |
| 14 | Germania (bandiera)    | A     | Ayhan Tumani       |
| 15 | Germania (bandiera)    | D     | René Dörfel        |
| 15 | Germania (bandiera)    | C     | Jörg Bode          |
| 17 | Germania (bandiera)    | A     | Stefan Studtrucker |
| 18 | Bulgaria (bandiera)    | A     | Ivajlo Andonov     |
| 20 | Germania (bandiera)    | C     | Armin Eck          |
| 21 | Croazia (bandiera)     | P     | Zdenko Miletić     |
| 21 | Germania (bandiera)    | A     | Roland Kopp        |
| 23 | Inghilterra (bandiera) | C     | Peter Hobday       |
| 24 | Germania (bandiera)    | A     | Angelo Vier        |
|    | Germania (bandiera)    | C     | Frank Geideck      |

## Organigramma societario
Area tecnica
- Allenatore: Ernst Middendorp
- Allenatore in seconda: Frank Geideck
- Preparatore dei portieri:
- Preparatori atletici:

## Calciomercato

### Sessione estiva
| Acquisti | Acquisti       | Acquisti           | Acquisti |
| R.       | Nome           | da                 | Modalità |
| -------- | -------------- | ------------------ | -------- |
| A        | Ivajlo Andonov | Albacete           |          |
| A        | Erik Groeleken | Paderborn          |          |
| C        | Ronald Maul    | Osnabrück          |          |
| P        | Zdenko Miletić | Verl               |          |
| D        | Michael Molata | Carl Zeiss Jena    |          |
| C        | Jörg Reeb      | Saarbrücken        |          |
| P        | Uli Stein      | Amburgo            |          |
| D        | Ralf Voigt     | Fortuna Düsseldorf |          |

| Cessioni | Cessioni             | Cessioni        | Cessioni |
| R.       | Nome                 | a               | Modalità |
| -------- | -------------------- | --------------- | -------- |
| C        | Michael Jellentrup   | LR Ahlen        |          |
| D        | Martin Kollenberg    | Osnabrück       |          |
| C        | Suad Sadovic         | TuS Lingen      |          |
| A        | Valerij Šmarov       | Spartak Mosca   |          |
| D        | Gennadiy Styopushkin | Seongnam        |          |
| A        | Markus Wuckel        | Rot-Weiss Essen |          |

### Sessione invernale
| Acquisti | Acquisti    | Acquisti     | Acquisti |
| R.       | Nome        | da           | Modalità |
| -------- | ----------- | ------------ | -------- |
| A        | Angelo Vier | Werder Brema |          |

| Cessioni | Cessioni       | Cessioni        | Cessioni |
| R.       | Nome           | a               | Modalità |
| -------- | -------------- | --------------- | -------- |
| A        | Erik Groeleken | Wattenscheid 09 |          |

## Risultati

### 2. Bundesliga

#### Girone di andata
| Arbitro: | Scheuerer |

|              |           |               |
| Eck 39’, 74’ | Marcatori | 57’ Jurgeleit |

| Lipsia 9 agosto 1995, ore 18:30 CEST 2ª giornata | VfB Lipsia | 0 – 0 referto | Arminia Bielefeld | Bruno-Plache-Stadion (9 100 spett.)\| Arbitro: \| Fandel \| |
| Arbitro:                                         | Fandel     |               |                   |                                                             |

| Arbitro: | Kemmling |

|                                                |           |  |
| Maul 13’ Andonov 55’ Voigt 65’ Studtrucker 83’ | Marcatori |  |

| Arbitro: | Best |

|                      |           |                            |
| Winter 25’ Bujan 76’ | Marcatori | 35’ von Heesen 60’ Andonov |

| Arbitro: | Fleischer |

|            |           |  |
| Hobday 10’ | Marcatori |  |

| Arbitro: | Malbranc |

|  |           |                                |
|  | Marcatori | 60’ Studtrucker 66’ von Heesen |

| Arbitro: | Frey |

|                    |           |         |
| Eck 12’ Walter 78’ | Marcatori | 86’ Hey |

| Arbitro: | Zerr |

|                             |           |                      |
| Preetz 8’, 36’ Golombek 46’ | Marcatori | 7’ Walter 31’ Hobday |

| Arbitro: | Wagner |

|            |           |  |
| Walter 16’ | Marcatori |  |

| Arbitro: | Blumenstein |

|                                 |           |  |
| Reich 37’ Bergen 67’ Fersch 90’ | Marcatori |  |

| Arbitro: | Dardenne |

|         |           |                       |
| Eck 17’ | Marcatori | 1’ Nedić 6’ Hutwelker |

| Arbitro: | Byernetzky |

|                                                  |           |                |
| Fuchs 4’, 57’ Hecker 9’ Milanko 72’ Gütschow 79’ | Marcatori | 29’ von Heesen |

| Arbitro: | Buchhart |

|                                          |           |                                                     |
| Gerlach 41’ Kobylański 55’ Akpoborie 58’ | Marcatori | 14’ Molata 15’ von Heesen 39’, 43’ Walter 49’ Voigt |

| Arbitro: | Ertl |

|                               |           |  |
| Studtrucker 4’ von Heesen 62’ | Marcatori |  |

| Arbitro: | Habermann |

|                |           |            |
| Schütterle 57’ | Marcatori | 40’ Walter |

| Arbitro: | Berg |

|            |           |                                         |
| Walter 61’ | Marcatori | 63’ Bałuszyński 71’ Gaugler 87’ Wynalda |

| Arbitro: | Prengel |

|  |           |            |
|  | Marcatori | 62’ Walter |

#### Girone di ritorno
| Arbitro: | Fleischer |

|  |           |                    |
|  | Marcatori | 31’ Voigt 88’ Reeb |

| Arbitro: | Rüdiger |

|                             |           |  |
| Bode 51’ Walter 76’ Eck 90’ | Marcatori |  |

| Arbitro: | Best |

|             |           |                     |
| Kirsten 23’ | Marcatori | 5’, 58’, 65’ Walter |

| Arbitro: | Friedrichs |

|                         |           |                        |
| Maul 20’ von Heesen 66’ | Marcatori | 23’ Vorholt 72’ Thoben |

| Berlino 22 marzo 1996, ore 20:00 CET 22ª giornata | Hertha Berlino | 0 – 0 referto | Arminia Bielefeld | Stadio Olimpico (6 030 spett.)\| Arbitro: \| Keßler \| |
| Arbitro:                                          | Keßler         |               |                   |                                                        |

| Arbitro: | Weiner |

|                    |           |                      |
| Walter 18’ Eck 55’ | Marcatori | 14’ Kurth 65’ Knäbel |

| Arbitro: | Wack |

|        |           |  |
| Hey 4’ | Marcatori |  |

| Arbitro: | Aust |

|            |           |  |
| Walter 27’ | Marcatori |  |

| Arbitro: | Haupt |

|              |           |            |
| Ballwanz 52’ | Marcatori | 31’ Walter |

| Arbitro: | Kasper |

|                 |           |                        |
| Walter 25’, 36’ | Marcatori | 38’ Bartsch 89’ Bergen |

| Arbitro: | Kemmling |

|                         |           |            |
| Weber 20’ Schneider 76’ | Marcatori | 32’ Walter |

| Arbitro: | Dörr |

|                                           |           |             |
| Renn 37’ (aut.) Walter 40’ von Heesen 84’ | Marcatori | 68’ Meißner |

| Arbitro: | Pohlmann |

|                             |           |                          |
| Studtrucker 35’ Stratos 40’ | Marcatori | 20’ Dehoust 30’ Luginger |

| Arbitro: | Hauer |

|                           |           |  |
| Demandt 29’ Weißhaupt 89’ | Marcatori |  |

| Arbitro: | Fandel |

|                           |           |                         |
| Walter 6’ Molata 53’, 70’ | Marcatori | 45’ Puschmann 57’ Marin |

| Arbitro: | Scheuerer |

|                           |           |  |
| Wohlfarth 83’ Peschel 88’ | Marcatori |  |

| Arbitro: | Buchhart |

|                     |           |              |
| Walter 17’ Kopp 85’ | Marcatori | 51’ Daschner |

### Coppa di Germania
| Arbitro: | Steinborn |

|                   |           |             |
| Maul 48’ Bode 82’ | Marcatori | 58’ Claaßen |

| Arbitro: | Albrecht |

|           |           |  |
| Zeyer 74’ | Marcatori |  |

## Statistiche

### Statistiche di squadra
| Competizione      | Punti | In casa | In casa | In casa | In casa | In casa | In casa | In trasferta | In trasferta | In trasferta | In trasferta | In trasferta | In trasferta | Totale | Totale | Totale | Totale | Totale | Totale | DR  |
| Competizione      | Punti | G       | V       | N       | P       | Gf      | Gs      | G            | V            | N            | P            | Gf           | Gs           | G      | V      | N      | P      | Gf     | Gs     | DR  |
| ----------------- | ----- | ------- | ------- | ------- | ------- | ------- | ------- | ------------ | ------------ | ------------ | ------------ | ------------ | ------------ | ------ | ------ | ------ | ------ | ------ | ------ | --- |
| 2. Bundesliga     | 57    | 17      | 11      | 4       | 2       | 34      | 19      | 17           | 5            | 5            | 7            | 21           | 26           | 34     | 16     | 9      | 9      | 55     | 45     | +10 |
| Coppa di Germania | -     | 1       | 1       | 0       | 0       | 2       | 1       | 1            | 0            | 0            | 1            | 0            | 1            | 2      | 1      | 0      | 1      | 2      | 2      | 0   |
| Totale            | 57    | 18      | 12      | 4       | 2       | 36      | 20      | 18           | 5            | 5            | 8            | 21           | 27           | 36     | 17     | 9      | 10     | 57     | 47     | +10 |

### Andamento in campionato
| Giornata  | 1 | 2 | 3 | 4 | 5 | 6 | 7 | 8 | 9 | 10 | 11 | 12 | 13 | 14 | 15 | 16 | 17 | 18 | 19 | 20 | 21 | 22 | 23 | 24 | 25 | 26 | 27 | 28 | 29 | 30 | 31 | 32 | 33 | 34 |
| --------- | - | - | - | - | - | - | - | - | - | -- | -- | -- | -- | -- | -- | -- | -- | -- | -- | -- | -- | -- | -- | -- | -- | -- | -- | -- | -- | -- | -- | -- | -- | -- |
| Luogo     | C | T | C | T | C | T | C | T | C | T  | C  | T  | T  | C  | T  | C  | T  | T  | C  | T  | C  | T  | C  | T  | C  | T  | C  | T  | C  | C  | T  | C  | T  | C  |
| Risultato | V | N | V | N | V | V | V | P | V | P  | P  | P  | V  | V  | N  | P  | V  | V  | V  | V  | N  | N  | N  | P  | V  | N  | N  | P  | V  | N  | P  | V  | P  | V  |
| Posizione | 4 | 4 | 1 | 1 | 1 | 1 | 1 | 1 | 1 | 3  | 4  | 5  | 4  | 3  | 4  | 5  | 4  | 3  | 3  | 2  | 3  | 3  | 3  | 3  | 3  | 3  | 2  | 2  | 2  | 2  | 3  | 2  | 2  | 2  |

Legenda:

Luogo: C = Casa; T = Trasferta. Risultato: V = Vittoria; N = Pareggio; P = Sconfitta.

### Statistiche dei giocatori
!! colspan="4" | Totale

| Giocatore      | 2. Bundesliga | 2. Bundesliga | 2. Bundesliga | 2. Bundesliga | Coppa di Germania I. Andonov | Coppa di Germania I. Andonov | Coppa di Germania I. Andonov | Coppa di Germania I. Andonov | 20       | 2    | 3           | 0          | 1 | 0 | 0 | 0 | 21 | 2 | 3 | 0 |
| Giocatore      | Presenze      | Reti          | Ammonizioni   | Espulsioni    | Presenze                     | Reti                         | Ammonizioni                  | Espulsioni                   | Presenze | Reti | Ammonizioni | Espulsioni |   |   |   |   |    |   |   |   |
| J. Bode        | 33            | 1             | 5             | 0             | 2                            | 1                            | 1                            | 0                            | 35       | 2    | 6           | 0          |   |   |   |   |    |   |   |   |
| R. Dörfel      | 8             | 0             | 2             | 0             | 0                            | 0                            | 0                            | 0                            | 8        | 0    | 2           | 0          |   |   |   |   |    |   |   |   |
| A. Eck         | 22            | 6             | 3             | 0             | 2                            | 0                            | 0                            | 0                            | 24       | 6    | 3           | 0          |   |   |   |   |    |   |   |   |
| F. Geideck     | 7             | 0             | 2             | 0             | 0                            | 0                            | 0                            | 0                            | 7        | 0    | 2           | 0          |   |   |   |   |    |   |   |   |
| F. Germann     | 16            | 0             | 1             | 0             | 1                            | 0                            | 0                            | 0                            | 17       | 0    | 1           | 0          |   |   |   |   |    |   |   |   |
| E. Groeleken   | 6             | 0             | 0             | 0             | 0                            | 0                            | 0                            | 0                            | 6        | 0    | 0           | 0          |   |   |   |   |    |   |   |   |
| P. Hobday      | 30            | 2             | 6             | 0             | 2                            | 0                            | 1                            | 0                            | 32       | 2    | 7           | 0          |   |   |   |   |    |   |   |   |
| R. Kopp        | 1             | 1             | 0             | 0             | 0                            | 0                            | 0                            | 0                            | 1        | 1    | 0           | 0          |   |   |   |   |    |   |   |   |
| R. Maul        | 27            | 2             | 4             | 0             | 2                            | 1                            | 1                            | 0                            | 29       | 3    | 5           | 0          |   |   |   |   |    |   |   |   |
| Z. Miletić     | 2             | 0             | 2             | 0             | 1                            | 0                            | 0                            | 0                            | 3        | 0    | 2           | 0          |   |   |   |   |    |   |   |   |
| M. Molata      | 31            | 3             | 8             | 0             | 2                            | 0                            | 0                            | 0                            | 33       | 3    | 8           | 0          |   |   |   |   |    |   |   |   |
| P. Quallo      | 18            | 0             | 2             | 0             | 0                            | 0                            | 0                            | 0                            | 18       | 0    | 2           | 0          |   |   |   |   |    |   |   |   |
| J. Reeb        | 30            | 1             | 5             | 0             | 2                            | 0                            | 0                            | 0                            | 32       | 1    | 5           | 0          |   |   |   |   |    |   |   |   |
| M. Schürmann   | 10            | 0             | 0             | 0             | 1                            | 0                            | 0                            | 0                            | 11       | 0    | 0           | 0          |   |   |   |   |    |   |   |   |
| U. Stein       | 32            | 0             | 0             | 0             | 2                            | 0                            | 0                            | 0                            | 34       | 0    | 0           | 0          |   |   |   |   |    |   |   |   |
| T. Stratos     | 29            | 1             | 6             | 0             | 2                            | 0                            | 0                            | 0                            | 31       | 1    | 6           | 0          |   |   |   |   |    |   |   |   |
| S. Studtrucker | 29            | 4             | 1             | 0             | 0                            | 0                            | 0                            | 0                            | 29       | 4    | 1           | 0          |   |   |   |   |    |   |   |   |
| A. Tumani      | 9             | 0             | 2             | 0             | 1                            | 0                            | 0                            | 0                            | 10       | 0    | 2           | 0          |   |   |   |   |    |   |   |   |
| A. Vier        | 11            | 0             | 1             | 0             | 0                            | 0                            | 0                            | 0                            | 11       | 0    | 1           | 0          |   |   |   |   |    |   |   |   |
| R. Voigt       | 26            | 3             | 4             | 1             | 0                            | 0                            | 0                            | 0                            | 26       | 3    | 4           | 1          |   |   |   |   |    |   |   |   |
| F. Walter      | 33            | 21            | 4             | 0             | 2                            | 0                            | 0                            | 0                            | 35       | 21   | 4           | 0          |   |   |   |   |    |   |   |   |
| T. von Heesen  | 28            | 7             | 6             | 0             | 1                            | 0                            | 0                            | 0                            | 29       | 7    | 6           | 0          |   |   |   |   |    |   |   |   |